# Bayliss Levrett
 Bayliss Levrett  va ser un pilot estatunidenc de curses automobilístiques nascut el 14 de febrer del 1914 a Jacksonville, Florida.
Levrett va córrer a la Champ Car a les temporades 1948-1950 incloent-hi la cursa de les 500 milles d'Indianapolis d'aquests anys.
Bayliss Levrett va morir el 13 de març del 2002 a Reno, Nevada.

## Resultats a la Indy 500
| Any    | Cotxe  | Sortida | Vel. mitja | Ranking | Final  | Voltes | V. líder | Retirat          |
| ------ | ------ | ------- | ---------- | ------- | ------ | ------ | -------- | ---------------- |
| 1949   | 69     | 29      | 129.236    | 6       | 24     | 52     | 0        | Motor            |
| 1950   | 24 *   | 17      | 131.181    | 14      | 27     | 108    | 0        | Pressió de l'oli |
| Totals | Totals | Totals  | Totals     | Totals  | Totals | 160    | 0        |                  |

| Curses       | 2 |
| Poles        | 0 |
| Voltes líder | 0 |
| Victòries    | 0 |
| Top 5        | 0 |
| Top 10       | 0 |
| Retirades    | 2 |

(*) Cotxe compartit.

## A la F1
El Gran Premi d'Indianapolis 500 va formar part del calendari del campionat del món de la Fórmula 1 entre les temporades 1950 a la 1960.
Els pilots que competien a la Indy durant aquests anys també eren comptabilitats pel campionat de la F1.
Bayliss Levrett va participar en 1 cursa de F1, debutant al Gran Premi d'Indianapolis 500 del 1950.

### Palmarès a la F1
- Participacions: 1
- Poles: 0
- Voltes Ràpides: 0
- Victòries: 0
- Pòdiums: 0
- Punts vàlids per la F1: 0